# Polyporus cervinus
Polyporus cervinus är en svampart som beskrevs av Pers. 1825. Polyporus cervinus ingår i släktet Polyporus och familjen Polyporaceae.   Inga underarter finns listade i Catalogue of Life.